# Ophiomyia anomala
Ophiomyia anomala este o specie de muște din genul Ophiomyia, familia Agromyzidae, descrisă de Spencer în anul 1961. Conform Catalogue of Life specia Ophiomyia anomala nu are subspecii cunoscute.